# 夏 (アルバム)
『夏』（なつ）は、ヒカシューの2枚目のオリジナル・アルバム。1980年7月にイーストワールド/東芝EMIより発売。

## 概要
- 1988年12月24日に1stアルバム『ヒカシュー』との2枚組仕様の『ヒカシュー＋夏』で初CD化された。
- 1990年10月10日に初めて単独でCD化された際には、「ガラスのダンス」と「18才のドンキホーテ」の2曲を追加した「夏＋2」として発売された。
- ジャケットは、コマ送りの失敗によって偶然に生まれた多重露光写真である。メンバーはスイカを抱えているが、これは当時のサブカルチャー雑誌『ウィークエンド・スーパー』の1978年8月号の特集「愛情スイカ読本」にインスパイアされたものである。

## 楽曲解説
特記事項なき限り、本節の出典は『夏＋2』のライナー・ノーツ。
アルタネイティブ・サン
この曲のみ加藤和彦との共同プロデュース。間奏部分でDEVOの「モンゴロイド」のコード進行を引用している。のちに巻上のソロアルバム『民族の祭典』でセルフカバーされている。
不思議のマーチ
デビュー前からライブで演奏されていた楽曲。当時のタイトルは「スタンド・アップ」であった。
パイク
映画「チェンジリング」日本語版のイメージソング。のちにシングルカットされた。ベンチャーズによってカバーされており、『カメレオン』に収録。曲のモチーフはジェイムズ・ジョイスの代表作である『ユリシーズ』とされている。
モーニング・ウォーター
戸辺がボーカルを務める楽曲。戸辺が見た「朝起きて顔を洗うと、顔一面にガラスの破片がくっついている」という夢が元である。のちにシングル「ガラスのダンス」のB面曲に採用される。
オアシスの夢
「白いハイウェイ」同様『クラリオン』のCMに使用された楽曲。CMではアルバム収録のものとは別なテイクが使用されたが、そちらの音源が発売されることはなかった。
ふやけた■■
海琳がボーカルを務める楽曲。■■ に入る言葉は差別用語に当たる可能性があるとして伏せ字にされている。
ビノ・パイク
インストゥルメンタル曲。

### ヒカシュー＋2の収録曲
ガラスのダンス
作詞：巻上公一　作曲：山下康
4thシングルの表題曲。『加山雄三のブラックジャック』エンディング曲。
18才のドンキホーテ
作詞：巻上公一　作曲：山下康
アルバム未収録曲。ニッポン放送のラジオドラマ『三銃士』のテーマ曲。

## 収録曲
| #   | タイトル                   | 作詞     | 作曲               | 編曲 | 時間 |
| --- | -------------------------- | -------- | ------------------ | ---- | ---- |
| 1.  | 「アルタネイティブ・サン」 | 巻上公一 | 巻上公一           |      | 2:36 |
| 2.  | 「不思議のマーチ」         | 巻上公一 | 巻上公一           |      | 2:16 |
| 3.  | 「パイク」                 | 巻上公一 | 山下康             |      | 3:45 |
| 4.  | 「イルカは笑う」           | 巻上公一 | 海琳正道           |      | 1:33 |
| 5.  | 「モーニング・ウォーター」 | 巻上公一 | 戸辺哲             |      | 2:41 |
| 6.  | 「謎の呪文」               | 巻上公一 | 巻上公一           |      | 3:12 |
| 7.  | 「オアシスの夢」           | 巻上公一 | 巻上公一・海琳正道 |      | 3:01 |
| 8.  | 「マスク」                 | 巻上公一 | 井上誠             |      | 2:09 |
| 9.  | 「ふやけた■■」             | 巻上公一 | 海琳正道           |      | 2:42 |
| 10. | 「スイカの行進」           | 巻上公一 | 戸辺哲             |      | 3:26 |
| 11. | 「ビノ・パイク」           |          | 井上誠             |      | 2:43 |
| 12. | 「瞳の歌」                 | 巻上公一 | 海琳正道           |      | 4:35 |

## リリース履歴
| リリース日     | レーベル                  | 規格 | 規格品番   | 備考 |
| -------------- | ------------------------- | ---- | ---------- | ---- |
| 1980年7月1日   | 東芝EMI／イーストワールド | LP   | EWS-81345  |      |
| 1980年         | 東芝EMI／イーストワールド | CT   | ZR25-501   |      |
| 1990年10月10日 | 東芝EMI／イーストワールド | CD   | CT25-5572  |      |
| 1993年4月7日   | 東芝EMI／イーストワールド | CD   | TOCT-6980  |      |
| 1997年7月25日  | ユニバーサルミュージック  | CD   | TOCT-10050 |      |
| 2012年4月8日   | Bridge                    | CD   | EGDS-42    |      |

## 参加ミュージシャン
ヒカシュー
- 巻上公一 - ボーカル（#5、#9、#11以外）、ベース、コルネット
- 海琳正道 - ギター、エレクトリックシタール、ボーカル（#9）
- 井上誠- シンセサイザー、メロトロン、ピアノ、ハモンドオルガン
- 山下康 - シンセサイザー、リズムマシン、ピアノ、ティンパニ
- 戸辺哲 - サックス、ギター、ボーカル（#5）

ゲストメンバー
- 高木利夫 - ドラムス（#8、#10、#11以外）

## アルバムへの評価
POLYSICS（Gt.Vo.Syn.ハヤシヒロユキ）「ポップで、奇妙で、パイクで、スイカで、ふやけた『夏』がボクの好きな夏です。あ、歯茎から血が出た」。